# Верхняя (Кировская область)
Верхняя — деревня в Малмыжском районе Кировской области. Входит в состав Аджимского сельского поселения.

## География
Деревня расположена на реке Аджимка вблизи западной окраины села Аджим, в 36 км к северо-западу от города Малмыж. Высота над уровнем моря — 51 м.

## Население
| 2010 |
| ---- |
| 158  |

Согласно переписи населения 2002 года в деревне проживали только русские (90 %) и татары (10 %).
Согласно переписи населения 2010 года мужчин в деревне проживало 76, а женщин — 82.